# Episclerotium sclerotipus
Episclerotium sclerotipus är en svampart som först beskrevs av Jean Louis Emile Boudier, och fick sitt nu gällande namn av L.M. Kohn 1984. Episclerotium sclerotipus ingår i släktet Episclerotium och familjen Helotiaceae.  Arten är reproducerande i Sverige. Inga underarter finns listade i Catalogue of Life.